# Ultra (álbum)
ULTRA es el noveno álbum del grupo inglés de música electrónica, Depeche Mode (David Gahan, Martin Gore, Andrew Fletcher), producido durante 1996-97 y publicado en 1997.
Fue producido por Tim Simenon. Todos los temas fueron escritos por Martin Gore.
Con motivo del disco, Depeche Mode realizó solo dos conciertos, en Londres y en Los Ángeles, ante prensa e invitados, con el nombre de Ultra Parties, con el baterista Christian Eigner y el teclista Dave Clayton como músicos de apoyo.
Tras la salida de Alan Wilder del grupo en 1995, fue el segundo disco que DM presentó como un trío, configuración con que permanecieron hasta 2022.

## Listado de canciones
El álbum apareció en tres formatos, el estándar en disco compacto, en disco de vinilo y en casete de cinta magnética de audio. Posteriormente y en la actualidad se le encuentra en streaming.

### Edición enCD
Todas las canciones escritas y compuestas por Martin Gore. 
| ULTRA |                                                      |          |  |
| N.º   | Título                                               | Duración |  |
| 1.    | «Barrel of a Gun»                                    | 5:35     |  |
| 2.    | «The Love Thieves»                                   | 6:34     |  |
| 3.    | «Home»                                               | 5:43     |  |
| 4.    | «It's No Good»                                       | 5:58     |  |
| 5.    | «Uselink»                                            | 2:21     |  |
| 6.    | «Useless»                                            | 5:12     |  |
| 7.    | «Sister of Night»                                    | 6:04     |  |
| 8.    | «Jazz Thieves»                                       | 2:54     |  |
| 9.    | «Freestate»                                          | 6:44     |  |
| 10.   | «The Bottom Line»                                    | 4:27     |  |
| 11.   | «Insight»                                            | 6:26     |  |
| 12.   | «Junior Painkiller» (no está acreditada en el álbum) | 2:09     |  |

### Edición enLP
La edición en disco de vinilo del álbum ULTRA no presentó diferencia alguna de contenido con su versión en CD, excepto la numeración de los temas desde 1 en cada lado. Como la edición en LP del anterior disco, Songs of Faith and Devotion, el LP de ULTRA se publicó inicialmente solo en Europa, aunque en 2008 y luego en 2014 aparecieron las reediciones este formato para América.
Lo único destacable fue justamente que esta sería la última edición de un álbum de DM en formato LP que apareció en un solo disco.

| Lado A |                    |          |  |
| N.º    | Título             | Duración |  |
| 1.     | «Barrel of a Gun»  | 5:31     |  |
| 2.     | «The Love Thieves» | 6:30     |  |
| 3.     | «Home»             | 5:40     |  |
| 4.     | «It's No Good»     | 5:58     |  |
| 5.     | «Uselink»          | 2:21     |  |
| 6.     | «Useless»          | 5:12     |  |

| Lado B |                                     |          |  |
| N.º    | Título                              | Duración |  |
| 1.     | «Sister of Night»                   | 5:56     |  |
| 2.     | «Jazz Thieves»                      | 2:55     |  |
| 3.     | «Freestate»                         | 6:38     |  |
| 4.     | «The Bottom Line»                   | 4:24     |  |
| 5.     | «Insight»                           | 5:09     |  |
| 6.     | «Junior Painkiller» (no acreditada) | 2:11     |  |

### Edición en MC
La versión en cinta magnética de audio, el formato conocido como MC de MusiCasete, contiene los doce temas en un solo casete, con seis temas en cada lado, es decir, la misma distribución que en LP. Fue para América y para Europa, aunque el formato actualmente ya no se encuentra disponible.

## Créditos
Martin Gore - guitarras, sintetizadores y segunda voz; además canta los temas Home y The Bottom Line.
David Gahan - voz principal, excepto el tema Insight que canta parcialmente a dueto con Gore.
Andrew Fletcher - bajo eléctrico y sintetizador.
Victor Indrizzo (incorrectamente acreditado con el apellido Endrizzio) - percusión en Barrel of a Gun y en It's No Good.
Jaki Liebezeit - percusión en The Bottom Line.
BJ Cool - guitarra steel en The Bottom Line.
Gota Yashiki - batería en Useless.
Keith Le Blanc - batería en Useless.
Danny Cummings - percusión en Useless y en Freestate.
Doug Wimbish - bajo en Useless.
Daniel Miller - System700, Uselink.
Tim Simenon - producción y Mezcla.
”Q” - ingeniería y mezcla.
Anton Corbijn - portada, diseño y fotografías.
Daniel Miller - producción ejecutiva.
Gareth Jones - ingeniería de voces adicionales en Home, The Love Thieves y Freestate.
Kerry Hopwood - programación.
Dave Clayton - programación de teclados; arreglo de cuerdas en Home.
Richard Niles - composición de cuerdas en Home.
Graham Perkins - coordinación de cuerdas en Home.
Tim Simenon y Gareth Jones - mezcla de Uselink y Jazz Thieves.
Mike Marsh en The Exchange - masterización.
Evelyn Halus - entrenador de voces.
Paul Hicks, Guy Massey, Lee Fitzgerald, Tom Rixton, Gary Forde, Lee Phillips, Jamie Campbell, Jim, Greg, Audie Chamberlain, Robbie Kazandjian - asistentes de grabación.

## Sencillos
- Barrel of a Gun
- It's No Good
- Home (solo en Europa)
- Useless (solo en Europa)
- Home/Useless (solo para los Estados Unidos)

Estaba planeado lanzar en los Estados Unidos Home y Useless en su correcto orden como sencillos del álbum, pero ello no fue así; Useless fue promocionada en la radio de Estados Unidos aun antes de que se anunciara Home como tercer sencillo del Ultra, por lo cual Reprise Records, su disquera allá, se vio forzada a lanzar ambas canciones como un solo sencillo doble.
La versión de Useless como sencillo es en una versión ligeramente distinta a la del álbum; esta es la llamada Remix. Por otro lado, Barrel of a Gun en su versión para radio es más corta; pero sobre todo It's No Good en su versión para radio es mucho más simplificada a como aparece en el álbum.
Lados B
Los únicos temas que quedaron fuera del álbum Ultra y aparecieron como lados B de los sencillos fueron las piezas instrumentales Painkiller y Slowblow, ambas compuestas también por Martin Gore. Junior Painkiller es una versión corta de Painkiller.

## Ultra Parties
Para promocionar el álbum, DM realizó ese mismo año únicamente dos breves presentaciones ante prensa e invitados especiales con el nombre de Ultra Parties, en español Fiestas Ultra, una en Londres, Inglaterra, y otra en la ciudad de Los Ángeles, California, en los Estados Unidos, esto es, una en Europa y una en América, interpretando solo los sencillos promocionales del álbum y el éxito de 1987 "Never Let Me Down Again". Esto se debió a que tras el muy largo Devotional Tour, y los problemas que se presentaron en este, decidieron no llevar a cabo otra gira en ese momento.
Empero, es incorrecto considerar estas presentaciones como "la gira" del álbum Ultra; esta se satisfizo con The Singles Tour al año siguiente.
Fue la primera ocasión que DM se presentó en conciertos como un quinteto, con Dave Clayton, quien participó en la producción del álbum, como teclista sustituto de Alan Wilder y Christian Eigner en la batería, quien empezara así una larga relación artística y laboral con el grupo. La configuración del Depeche Mode quinteto en escenarios se volvió permanente desde ese momento y hasta 2018.
Créditos
David Gahan - vocalista y pandero.
Martin Gore - segunda voz, guitarra eléctrica y segundo vocalista.
Andrew Fletcher - sintetizador.
Dave Clayton - sintetizador y apoyo vocal.
Christian Eigner - batería.
Fechas y repertorio
- 10 de abril en el Adrenalin Village de Londres, Inglaterra, y 16 de mayo en el Shrine Exposition Hall de Los Ángeles, California.

| Temas interpretados |                                                                        |          |  |
| N.º                 | Título                                                                 | Duración |  |
| 1.                  | «intro instrumental» (Junior Painkiller en la una, Uselink en la otra) |          |  |
| 2.                  | «Barrel of a Gun»                                                      |          |  |
| 3.                  | «Useless»                                                              |          |  |
| 4.                  | «It's No Good»                                                         |          |  |
| 5.                  | «Home»                                                                 |          |  |
| 6.                  | «Never Let Me Down Again»                                              |          |  |

## Edición 2007
En 2007 el álbum Ultra se relanzó con todo el contenido de la edición original, lados B y canciones que originalmente quedaron fuera, en ediciones para formato de SACD y DVD, como parte de la reedición de todos los álbumes anteriores a Playing the Angel de 2005.
El relanzamiento consistió en empatar todos los álbumes previos con Playing the Angel, el cual fue lanzado en dos ediciones, una normal solo con el disco y otra acompañada de un DVD, y al igual que este la reedición americana contiene el álbum Ultra en CD acompañado del DVD mientras en la reedición europea aparece en formato SACD junto con el DVD, de cualquier modo el contenido en ambas ediciones es el mismo.
Adicionalmente el álbum se relanzó en su edición de CD, así como en disco de vinilo en ambos lados del mundo, con lo cual de paso apareció por vez primera en LP en el continente americano.

| Disco uno, SACD/CD |                                                      |          |  |
| N.º                | Título                                               | Duración |  |
| 1.                 | «Barrel of a Gun»                                    | 5:35     |  |
| 2.                 | «The Love Thieves»                                   | 6:34     |  |
| 3.                 | «Home»                                               | 5:43     |  |
| 4.                 | «It's No Good»                                       | 5:58     |  |
| 5.                 | «Uselink»                                            | 2:21     |  |
| 6.                 | «Useless»                                            | 5:12     |  |
| 7.                 | «Sister of Night»                                    | 6:04     |  |
| 8.                 | «Jazz Thieves»                                       | 2:54     |  |
| 9.                 | «Freestate»                                          | 6:44     |  |
| 10.                | «The Bottom Line»                                    | 4:27     |  |
| 11.                | «Insight»                                            | 5:02     |  |
| 12.                | «Junior Painkiller» (no está acreditada en el álbum) | 2:09     |  |

| Disco dos, DVD |                                                                 |          |  |
| N.º            | Título                                                          | Duración |  |
| 1.             | «Depeche Mode 1996-98» (Oh Well, That's the End of the Band...) | 50:00    |  |
| 2.             | «Barrel of a Gun»                                               | 5:35     |  |
| 3.             | «The Love Thieves»                                              | 6:34     |  |
| 4.             | «Home»                                                          | 5:43     |  |
| 5.             | «It's No Good»                                                  | 5:58     |  |
| 6.             | «Uselink»                                                       | 2:21     |  |
| 7.             | «Useless»                                                       | 5:12     |  |
| 8.             | «Sister of Night»                                               | 6:04     |  |
| 9.             | «Jazz Thieves»                                                  | 2:54     |  |
| 10.            | «Freestate»                                                     | 6:44     |  |
| 11.            | «The Bottom Line»                                               | 4:27     |  |
| 12.            | «Insight»                                                       | 5:02     |  |
| 13.            | «Junior Painkiller» (no acreditada)                             | 2:09     |  |
| 14.            | «Barrel of a Gun» (en vivo en Londres en abril de 1997)         | 6:01     |  |
| 15.            | «It's No Good» (en vivo en Londres en abril de 1997)            | 4:06     |  |
| 16.            | «Useless» (en vivo en Londres en abril de 1997)                 | 5:19     |  |
| 17.            | «Painkiller»                                                    | 7:28     |  |
| 18.            | «Slowblow»                                                      | 5:23     |  |
| 19.            | «Only When I Lose Myself»                                       | 4:33     |  |
| 20.            | «Surrender»                                                     | 6:19     |  |
| 21.            | «Headstar»                                                      | 4:23     |  |

Tal como en su edición original, el tema instrumental Junior Painkiller no aparece mencionado ni en el disco ni en el DVD.

## The 12" Singles
Es una colección iniciada en 2018, con Speak & Spell y A Broken Frame, de todos los sencillos de DM, por álbum, en estricto orden cronológico, presentados en ediciones de lujo en formato de 12 pulgadas, que continuó ese mismo año con Construction Time Again y Some Great Reward, y en 2019 con Black Celebration y Music for the Masses, y continuó en 2020 con Violator y con Songs of Faith and Devotion, y en 2021 con Ultra presentando sus sencillos en ocho discos.
Pese a que la colección es en discos de 12 pulgadas, también se publicó y está disponible en streaming.
Barrel of a Gun
| Lado A |                                         |          |  |
| N.º    | Título                                  | Duración |  |
| 1.     | «Barrel of a Gun»                       | 5:31     |  |
| 2.     | «Barrel of a Gun» (Underworld Hard Mix) | 9:36     |  |

| Lado B |                                             |          |  |
| N.º    | Título                                      | Duración |  |
| 1.     | «Barrel of a Gun» (3 Phase Mix)             | 5:25     |  |
| 2.     | «Barrel of a Gun» (One Inch Punch Mix [V2]) | 5:29     |  |
| 3.     | «Barrel of a Gun» (Underworld Soft Mix)     | 6:29     |  |

Barrel of a Gun
| Lado C |                               |          |  |
| N.º    | Título                        | Duración |  |
| 1.     | «Painkiller» (Plastikman Mix) | 8:39     |  |
| 2.     | «Painkiller»                  | 7:29     |  |

| Lado D |                                        |          |  |
| N.º    | Título                                 | Duración |  |
| 1.     | «Barrel of a Gun» (One Inch Punch Mix) | 5:31     |  |
| 2.     | «Barrel of a Gun» (United Mix)         | 6:34     |  |

It's No Good
| Lado E |                                |          |  |
| N.º    | Título                         | Duración |  |
| 1.     | «It's No Good» (Hardfloor Mix) | 6:43     |  |
| 2.     | «It's No Good» (Speedy J Mix)  | 5:04     |  |

| Lado F |                                          |          |  |
| N.º    | Título                                   | Duración |  |
| 1.     | «It's No Good» (Motor Bass Mix)          | 3:48     |  |
| 2.     | «It's No Good» (Andrea Parker Mix)       | 6:14     |  |
| 3.     | «It's No Good» (Dom T "Bass Bounce" Mix) | 7:16     |  |

It's No Good
| Lado G |                |          |  |
| N.º    | Título         | Duración |  |
| 1.     | «It's No Good» | 6:00     |  |
| 2.     | «Slowblow»     | 5:27     |  |

| Lado H |                                          |          |  |
| N.º    | Título                                   | Duración |  |
| 1.     | «Slowblow» (Darren Price Mix)            | 6:29     |  |
| 2.     | «It's No Good» (Dom T "Bass Bounce" Mix) | 7:19     |  |

Home
| Lado I |                                                |          |  |
| N.º    | Título                                         | Duración |  |
| 1.     | «Home» (Jedi Knights Remix [Drowning in Time]) | 7:02     |  |
| 2.     | «Home» (Air "Around the Golf" Remix)           | 3:55     |  |

| Lado J |                      |          |  |
| N.º    | Título               | Duración |  |
| 1.     | «Home» (Meant to Be) | 4:26     |  |
| 2.     | «Home» (Grantby Mix) | 4:39     |  |

Home
| Lado K |                                          |          |  |
| N.º    | Título                                   | Duración |  |
| 1.     | «Home»                                   | 5:46     |  |
| 2.     | «Home» (The Noodles and the Damage Done) | 6:36     |  |

| Lado L |                             |          |  |
| N.º    | Título                      | Duración |  |
| 1.     | «Barrel of a Gun» (en vivo) | 5:50     |  |
| 2.     | «It's No Good» (en vivo)    | 4:06     |  |

Useless
| Lado M |                                               |          |  |
| N.º    | Título                                        | Duración |  |
| 1.     | «Useless» (The Kruder + Dorfmeister Session™) | 9:10     |  |

| Lado N |                                      |          |  |
| N.º    | Título                               | Duración |  |
| 1.     | «Useless» (CJ Bolland Funky Sub Mix) | 5:38     |  |
| 2.     | «Useless» (Air 20 Mix)               | 7:56     |  |

Useless
| Lado O |                                                |          |  |
| N.º    | Título                                         | Duración |  |
| 1.     | «Useless» (Remix)                              | 4:53     |  |
| 2.     | «Useless» (Escape from Wherever: Parts 1 & 2!) | 7:17     |  |
| 3.     | «Useless» (Cosmic Blues)                       | 6:57     |  |

| Lado P |                                       |          |  |
| N.º    | Título                                | Duración |  |
| 1.     | «Useless» (CJ Bolland Ultrasonar Mix) | 6:03     |  |
| 2.     | «Useless» (en vivo)                   | 5:21     |  |

## Datos
- Los temas Uselink, Jazz Thieves y Junior Painkiller son instrumentales. En realidad, el tema Junior Painkiller no aparece acreditado en el disco, de hecho es una pista oculta pues se encuentra minuto y medio después de terminar Insight.
- Todas las canciones del álbum Ultra están imperceptiblemente continuadas entre sí, presentándolas como si todo el contenido del disco fuera una sola pieza.
- Tim Simenon ya había producido para Depeche Mode remixes de Strangelove en 1988 y de Everything Counts en directo en 1989. Fue hasta Ultra que les produjo un disco completo.
- Fue el primer disco en el cual DM no se encargó de la producción.
- El álbum originalmente se planeó solo como un EP.
- Fue el disco de DM con más participaciones de músicos de apoyo.
- Los temas The Love Thieves y Freestate no llegaron a ser interpretados en concierto por DM.
- El tema Sister of Night se interpretó en conciertos en 1998 y 2001, solo en forma acústica, con piano y cantado por Martin Gore. Hasta 2009-10 durante el Tour of the Universe se llevó a cabo como aparece en el álbum, pero cantado por Gore. Hasta 2023, durante el Memento Mori World tour se llevó a cabo en su versión como en el álbum, cantado por Gahan.
- El tema Insight se interpretó en conciertos hasta 2010, durante el Tour of the Universe, pero en versión acústica solo con piano y cantado por Gore.
- Los temas del álbum Ultra se distinguieron por ser particularmente largos a diferencia de otros discos de DM.
- En 2010 se publicó el álbum Back to Light[13] del proyecto Bomb the Bass de Tim Simenon, en el cual apareció el tema "Milakia" coescrito por Martin Gore durante las grabaciones de Ultra.

Es el único disco de Depeche Mode con el cual no se realizó una gira, debido a los problemas por los que habían pasado antes de concretarlo; únicamente se llevaron a cabo dos presentaciones ante la prensa con el nombre de Ultra Parties, una en los Estados Unidos y una en Inglaterra, en las que aparecieron acompañados del baterista Christian Eigner y el teclista Dave Clayton para suplir la ausencia de Alan Wilder, con lo que se iniciaba también la nueva dinámica de trabajo del grupo.
Los únicos temas que quedaron fuera de Ultra fueron las canciones Only When I Lose Myself y Surrender, así como el instrumental Headstar. Las tres fueron publicadas al año siguiente en un disco sencillo promocional de la colección precisamente de sencillos The Singles 86>98, con Only When I Lose Myself como lado A. Esta es una canción de mucha inspiración Trip-Hop, de hecho es quizás el tema más Trip-Hop que han llegado a grabar, que sin embargo desentonaba mucho con la colección Ultra por ello no fue incluida; Surrender por el contrario es una canción bastante rítmica y, a juicio de algunos, uno de esos temas que debía de haber sido lanzado como lado A y no como lado B, que es como apareció.
Con el disco, cuatro años después de la anterior producción, Songs of Faith and Devotion de 1993, se iniciaba el nuevo ritmo de trabajo del grupo, ritmo que siguió en adelante publicando un disco cada cuatro años. Además, con Ultra Depeche Mode se presentó en definitiva como trío, los mismos tres integrantes que han estado ahí desde el principio.
Aunque primeramente el disco se elogió porque en él, a diferencia del anterior, nuevamente el sonido está casi completamente sintetizado, musicalmente se conservaron también elementos más orgánicos e incluso buena parte de la canción Home es orquestada. Sobre el retorno al conocido sonido electrónico de Depeche Mode en el álbum Ultra, era algo que ciertamente algunos no se esperaban. Muchos habían dado por sentado que tras la experimentación y el alejamiento de sus formas tradicionales en Songs of Faith and Devotion, Depeche Mode simplemente se distanciaría cada vez más de la música electrónica, pero ese álbum se convirtió en una especie de paréntesis en su carrera. Para Ultra volvieron a la música electrónica, por lo cual el disco fue en particular interesante para sus seguidores.
Al respecto, algunos escuchan similitudes entre la colección Ultra y el álbum Violator, obra capital en la carrera del grupo, pues ambos son discos muy oscuros, y de hecho Ultra lo es todavía más al contener letras que de muchos modos reseñan los problemas por los cuales debieron pasar para llevarlo a buen término, la adicción de Dave Gahan a las drogas que casi le cuesta la vida; la pérdida de la credibilidad en ellos por parte de la prensa, la radio y aun de su público; y, la abrupta salida de Alan Wilder, con lo cual la gran mayoría de las voces dieron por hecho el fin de la banda al haber aportado Wilder durante su estancia el más característico sonido de DM. Sin embargo, por todos esos mismos motivos el álbum Ultra fue considerado por algunos sectores como un material “poco arriesgado” que en general apostaba por fórmulas ya probadas para Depeche Mode, lo cual a su vez solo reflejaba inseguridad del trío al haber perdido a un miembro esencial para sus años de mayor éxito y ascenso.
Todos los problemas fueron muy ciertos, en realidad, la grabación de Ultra se llevó a cabo con la supervisión de autoridades de narcóticos de los Estados Unidos y del Reino Unido por la exagerada reincidencia de Gahan en las drogas, incluso se puede todavía apreciar su deteriorado estado físico en el video de Barrel of a Gun, el primer sencillo. El disco debía de haberse concluido y lanzado en 1996, pero por la misma condición del cantante se había retrasado hasta 97, y cuando se dio a conocer la primera versión de Barrel of a Gun muchas estaciones de radio y revistas simplemente seguían centrando su interés en lo mal que había acabado Depeche Mode; en pocas palabra habían perdido toda credibilidad como grupo y ya se les daba por muertos. En cuanto a la salida de Wilder, muchos sencillamente veían como imposible la realización de un disco sin él, prácticamente toda la producción de Ultra recayó en Tim Simenon quien tuvo ante sí la tarea de reinventar el sonido meramente electrónico del grupo; por primera vez el álbum no apareció como coproducido por Depeche Mode.
Así, aunque Daniel Miller, su eterno productor ejecutivo, insistió en calificarlo como un "álbum de transición", Ultra fue una colección que no solamente representaba el momento de salir de la tempestad para Depeche Mode, sino el que daba a conocer su nuevo sonido, sin haberse estancado en sus años de mayor éxito, con todo un circo de colaboradores para suplir la ausencia de Wilder, incorporando las nuevas tendencias pero sin haber perdido sus letras tan características, a veces tristones, otras románticos, coqueteando con lo acústico pero volviendo a lo sintético y persistentes en una sola cosa, su nombre, Depeche Mode.

## Canción por canción
Barrel of a Gun abre el disco y además fue el primer sencillo promocional de la colección Ultra. En realidad, es un tema aún muy reminiscente del sonido rock grunge del anterior disco, aunque con el elemento electrónico más patente, la diferencia es que aquí se equilibró lo acústico con lo sintético, pero cabe mencionar que en este caso lo electrónico es en su forma más agresiva, por lo cual se diluye un poco haciendo parecer la canción más acústica de lo que realmente es. La voz de David Gahan aparece medio distorsionada, como habían hecho años atrás en New Dress del álbum Black Celebration, solo que aquí fue toda la canción. La letra es biográfica sobre la experiencia de Gahan con las drogas, sin embargo Martin Gore se empeñó como siempre en negarlo sin que nadie le creyera; la letra habla, pues, sobre estar al límite, por ello su esencia de canción lúgubre, fatalista.
The Love Thieves es la balada del álbum Ultra, larga y tranquila, con una letra más abundante que otros temas del repertorio de Depeche Mode, es un tema de amor electroacústico. La canción habla sobre lo irremediable del amor, lo cual la vuelve triste. Su musicalización la hace también una canción más bien melancólica, pesarosa.
Home es uno de los temas principales de la colección Ultra, cantado por Martin Gore, en su caso presentada como una función electrónica-orgánica pues en este caso se hace acompañamiento orquestal como se hiciera con la canción One Caress del álbum Songs of Faith and Devotion de 1993. La canción es bastante alegre, muy optimista, al contrario de otros temas del álbum, en realidad toda la letra es un agradecimiento de volver al lugar donde uno pertenece, el Hogar. La música es igual de enaltecedora, por lo que se siente un poco distinta al resto de las canciones de Ultra, aunque por lo mismo se ha vuelto infaltable dentro del repertorio de Depeche Mode.
It's No Good fue por mucho la mejor canción del álbum, sencillamente porque en ella Depeche Mode volvió a su conocido estereotipo de banda de música electrónica con tendencia al rock, pasando por el gótico, acercándose a lo onírico. El tema no demerita la calidad del resto de las canciones del álbum, simplemente es el que mejor sintetiza el logro del disco; esto es, de nuevo insertos en la música electrónica. La letra es oscura, triste, sin concesiones, pero sin caer en lo irremediable, es sólo un lamento a la vez que una sentencia de amor. La música por otro lado es primordialmente electrónica, aunque acompañada de la guitarra trastocada por el teclado, pero lo más importante es que es dramática igual que la letra, con efectos intensos dándole esa apariencia de fatalidad que tiene toda la canción.
Uselink es el primer tema instrumental, en su caso presentado como una función Trip-Hop muy corta, de apenas un par de minutos de duración, siendo una suerte de paréntesis en el disco. Es un tema casi completamente sintético salvo por la batería, bastante dulce en sus sonidos a la vez que rítmico.
Useless es otra función rock que continúa con el discurso de recapitular todas las dificultades por las cuales pasó Depeche Mode para concretar el disco, pues en su caso pareciera una agria crítica contra Alan Wilder y su salida del grupo. Como fuera, le tocó ser uno de los sencillos promocionales y se colocó como uno de los clásicos de la colección. La letra es agresiva, sin concesiones, y la musicalización muy rock y poco electrónica, por lo que resulta líricamente el tema más áspero del álbum.
Sister of Night fue otro tema que volvió a las viejas formas de música electrónica, comenzando con una base bastante intensa para dar paso a una suave musicalización casi completamente de sintetizador, excepto por la percusión acústica. La letra es muy triste y está claramente dedicada a una mujer, pero es casi como un lamento por la situación por la que Depeche Mode había pasado para concretar el disco. La música pasa de ritmos fuertes a suaves muy rápido y también resulta muy triste, siendo la canción más sombría de la colección.
Jazz Thieves es el segundo tema instrumental del álbum y hace también de segundo paréntesis, aunque de hecho resulta más cercano a los estándares del Trip-Hop en que están basados. Los sonidos que lo componen son solamente electrónicos, pero en este caso le dan una calidad muy selvática.
Freestate es otro tema eminentemente acústico del álbum y también con una letra muy larga como en The Love Thieves, aunque este recuerda más las formas de viejos éxitos como Personal Jesus, pues es una especie de canción “folclórica norteamericana”, aunque su letra es muy característica de Depeche Mode al hablar sobre liberar al espíritu, con lo que sigue el discurso del álbum de narrar todos los avatares por los cuales debieron pasar para concretarlo. El elemento electrónico está también muy relegado.
The Bottom Line es un tema que recuerda mucho a las formas del rock progresivo, por lo cual es una canción muy rara. Cantada por Martin Gore, es un tema alegórico disfrazado con forma de balada electroacústica, pues la letra es muy poética y pareciera contar una fábula. La música es lo que más la distingue, con sus sonidos extraños como de animales y de instrumentos mal grabados, lo único que resulta claro es la discreta batería.
Insight es igual que Home otro tema muy optimista del álbum e incluso resulta más dulce y jovial. La letra está más o menos inspirada en el eterno interés de Martin Gore por el tema religioso, aunque no cae en lo abiertamente sacro como en el anterior álbum, más bien es una canción hecha para dar ánimos al abatido, curiosamente pareciera ser una contrapropuesta de It's No Good. La música es muy dulce y electrónica pero sobre todo logra ser intensa, fuerte sin caer en lo agresivo, lo cual la distingue pues es prácticamente la más sintética en toda la colección; el acompañamiento de percusión es muy discreto y resulta más claro el de piano.
Painkiller es un tema rutilante en sonidos varios, es una suerte de colección, en varios movimientos, de sonidos industriales, con voces robotizadas, cambios bruscos de ritmo y melodías retadoras que recuerdan música de Oriente Próximo, todo en tono de rock electrónico. Es un tema pleno de experimentación, con algo del salvajismo más explorador del DM que ha dejado atrás sus etapas previas, sin miedo a los sonidos nuevos y a la evolución sobre sí mismos. En el álbum se contiene un abreviado extracto del tema.
Slowblow es una suerte de acompasado jazz en notación electrónica, como su propio nombre dice, al discurrir de manera lenta. Recuerda en su estructura a las formas del trip hop, una de las fuentes de inspiración del álbum, con algunos sonidos sintéticos de acompañamiento en su duración, como si mandara una señal de radio al tiempo que suenan unas simples cuerdas.

## Lista de posiciones
| Lista musical (1997)              | Mejor posición | Certificación | Ventas     |
| --------------------------------- | -------------- | ------------- | ---------- |
| Lista de álbumes australianos     | 7              |               | 80,000+    |
| Lista de álbumes austriaca        | 5              |               | 25,000+    |
| Canadá                            |                |               | 150,000+   |
| Finlandia                         |                |               | 18,000+    |
| Lista de álbumes francesa         | 2              |               | 185,000+   |
| Lista de álbumes alemana          | 1              | Oro           | 500,000+   |
| Italia                            | 2              |               | 225,000+   |
| Lista de álbumes neerlandesa      | 15             |               | 25,000+    |
| Lista de álbumes de Nueva Zelanda | 25             |               | 35,000+    |
| Lista de álbumes noruega          | 2              |               | 55,000+    |
| Lista de álbumes española         | 4              |               | 145,000+   |
| Lista de álbumes sueca            | 1              |               | 95,000+    |
| Lista de álbumes suiza            | 4              |               | 45,000+    |
| UK Albums Chart                   | 1              | Oro           | 175,000+   |
| US Billboard 200                  | 5              | Oro           | 850,000+   |
| Ventas en Europa                  |                |               | 1,670,000+ |
| Ventas mundiales                  |                |               | 4,650,000+ |